# شركة الصناعات الهندسية الثقيلة وبناء السفن
شركة الصناعات الهندسية الثقيلة وبناء السفن, شركة كويتية تعد الأكبر في دولة الكويت في قطاع صناعة السفن والخدمات البحرية. مدرجة منذ 1984 في سوق الكويت للأوراق المالية. أكبر المساهمين فيها شركة الخير الوطنية للأسهم والعقارات (المملوكة بالكامل لمجموعة الخرافي) ب 42.62% من رأس المال (بطريقة غير مباشرة).